# Walckenaeria incisa
Walckenaeria incisa este o specie de păianjeni din genul Walckenaeria, familia Linyphiidae. A fost descrisă pentru prima dată de O. P.-cambridge, 1871. Conform Catalogue of Life specia Walckenaeria incisa nu are subspecii cunoscute.